# Carlo Cerioni
Carlo Cerioni (Roma, 11 novembre 1925 – Roma, 29 dicembre 2009) è stato un cestista e allenatore di pallacanestro italiano.

## Carriera
Con l'Italia ha disputato due edizioni dei Giochi olimpici (Londra 1948, Helsinki 1952) e tre dei Campionati europei (1947, 1951, 1953).

## Note

Carlo Cerioni durante un allenamento della Nazionale